# Прудки (Износковский район)
Прудки — историческая местность в Износковском районе Калужской области России. Село, затем погост. Сохранилось кладбище и пруд. Известно с XVII века, когда здесь располагалось село Прудок князя Михаила Андреевича Шаховского.

## География
Находится в пределах Смоленско-Московской возвышенности Русской равнины. Вблизи протекает река Изверь.
Рядом деревни Износковского района — Дряблово (3 км), Волынцы(5 км) и Фокино (4 км), Луткино.

## XVII век
В 1668 году дозорный Алексей Артемьевич Раков в книгах Можайской десятины по пустовым оброчным церковным землям упоминает, что крестьянин села Прудок, Оброска Степанович с товарищами владеет церковной землей, где прежде стояла церковь Спаса в Кузовах за 6 денег в год.
В 1676 году в дозорных книгах Патриаршего Казённого приказа встречается запись, что церковная земля Всемилостливого Спаса в Кузовах относится к государевой дворцовой Кузовской волости, а владеет ей крестьянин Устин Михайлов из села Прудок Медынского уезда. За пользование землей плата прежняя — в патриаршую казну 6 денег в год.

## XVIII век
В 1745 году вахмистр Андрей Дмитриевич Щербаков строит в Прудках деревянную церковь Введения во храм Пресвятой Богородицы с деревянной колокольней.
В 1782 году место уже упоминается как погост Прудки при деревянной церкви Введения во храм Пресвятой Богородицы на суходоле. При погосте живут священники и священнослужители.

## XIX век
В «Списке населённых мест Калужской губернии» 1859 года Прудки — духовное село, с кладбищем и церковью, на речке Прутенка. При церкви 4 двора и 27 крестьян. Село Прудки относится к 2-му стану Медынского уезда, по правую сторону тракта Медынь—Гжатск. Погост Прудки можно встретить на карте Стрельбицкого 1871 года. В 1876 году Прудки упоминаются при описании значительных болот Медынского уезда. В списке «Списке населённых мест Калужской губернии» 1891 года Прудки — духовное село Кузовской волости Медынского уезда. Примечательно, что дворов и крестьян при селе уже нет.

## XX век
В 1905 году упоминается в связи в с революционной агитацией
В «Списке населённых мест Калужской губернии» 1914 года Прудки — простое село Кузовской волости Медынского уезда, где проживает 14 жителей. В первой половине XX века село исчезает с карт и больше уже не возрождается.

## Жители
- Беляев, Василий Афанасьевич, ефрейтор в отставке, 27 Витебский пехотный полк (28 лет), в браке с Газенегер Еленой Эрнестовновной (Газенпот, 23 года), их дочь Анна, крестилась 29.10.1900 года, Пётр, Георгий (умер в младенчестве)
- Беляев Пётр Афанасьевич, почётный гражданин города Калуги, и его жена, Прасковья Николаевна, их дети: Николай, Павел, а также Елена, Евдокия, Клавдия, Михаил, Владимир, Иван (умерли в младенчестве от дизентерии)[12]